# Fóriss István
Otrokocsi és parutzai Fóriss István Gyula, névváltozata: Fóris (Felsőnána, 1863. június 30. – Arad, 1895. december 21.) színész.

## Élete
Apja, Fóris János gyógyszerésznek szánta, azonban ő a színészi pálya mellett döntött. Elvégezte a Színiakadémiát, ahol Szigeti József tanár kedvence lett. 1886. október 1-jén Sághy Zsigmond társulatához szerződött. Fellépett Győrben, Szabadkán, Szegeden és 1891. április 1-től Kolozsvárott, majd 1893-tól Aradon. Közvetlen halála előtt szerződést kapott a Vígszínháztól. Vidám jószívűség volt szerepeinek alapszíne, ami természetének alapvonása is volt. Humorán finomság, lélektani igazság vonult át. Írt egy népszínművet A fogadott leány címmel, melyet 1893 áprilisában Kolozsvárott mutattak be.

## Főbb szerepei
- Halévy – Crémieux – Decourcelle: Constantin abbé – Paul Lavardens
- Raimund: Tékozló – Bálint
- Mihály diák
- Ugri Miska (Mama)
- Forgáchék Petykója
- Pry Pál
- Szellemfy